# Orrell Rugby Union Football Club
L'Orrell Rugby Union Football Club, o ORUFC, è un club inglese di rugby a 15 di Wigan, città della Grande Manchester.
Prende il nome dall'omonimo quartiere in cui fu fondato nel 1927 e vanta una breve militanza in prima divisione durante il periodo dilettantistico.
Passato professionista nel 1997, è tornato allo status dilettantistico nel 2007 e da allora milita nelle serie inferiori del rugby inglese.
Al 2023-24 disputa la Lancs/Cheshire Division Two, nona divisione nazionale.
I suoi colori sociali sono il nero e l'ambra, e il terreno dei suoi impegni interni è l'impianto di gioco del John Rigby College, una scuola superiore del quartiere.

## Storia
Il club nacque nel 1927 a Wigan, città all'epoca in Lancashire, durante una riunione a casa di uno dei suoi fondatori, John Simpkin, studente all'Università di Liverpool al pari di altri co-fondatori; il primo incontro fu disputato con mezzi di fortuna su un campo di calcio, alle cui porte furono legati due pali per poter giocare a rugby.
Per diverso tempo la squadra non ebbe una sede fissa, e non era inconsueto, nei primi anni del club, vedere i suoi giocatori recarsi al campo di gioco recando i pali da montare ai bordi delle porte per adattare il terreno al rugby.
Nel 1931 il club rischiò anche una prematura estinzione, quando uno dei suoi giocatori morì a causa di un incidente di gioco.
Nel 1937 l'Orrell trovò una sede fissa presso un campo di proprietà dell'YMCA locale, preso in affitto per 4 £ all'anno, e vi rimase fino al 1949 quando il club acquistò un lotto di terreno in Edge Hall Road su cui costruì il proprio impianto interno.
Nel dopoguerra il club fu il primo del Lancashire a installare un impianto di illuminazione artificiale dello stadio, inaugurato con un incontro in notturna nel 1968, che permise di incontrare in mezzo alla settimana i club che giocavano anche al sabato e garantire incontri a cadenze regolari.
Per tutti gli anni settanta la squadra fece parte in maniera fissa dapprima della Coppa del Lancashire e poi di quella nazionale; nel 1987 nacque il campionato e il sistema di lega in Inghilterra, e Orrell fece parte della stagione d'esordio della prima divisione, riuscendo a guadagnare un soddisfacente sesto posto finale; il miglior anno di sempre del club fu il 1992, quando l'Orrell riuscì ad arrivare in testa alla classifica insieme a Bath ma perse il titolo per differenza punti fatti/subiti a favore della squadra del Somerset.
Orrell non riuscì più a rimanere all'altezza di quell'exploit, e nel 1997 retrocedette in Division Two dopo dieci anni consecutivi di prima divisione; quello fu l'ultimo campionato di vertice della squadra, che non si ripropose più a tali livelli.
Nella stessa stagione aveva, peraltro, partecipato per la prima e unica volta nella sua storia a una competizione europea, la Challenge Cup di quell'anno, in cui terminò terzo nel suo girone.
Il club tentò di avere successo nel professionismo, ma finì presto in amministrazione controllata e dovette vendere il terreno di gioco a una società immobiliare dal quale lo riprese in affitto, finché l'imprenditore locale David Whelan, proprietario del club calcistico Wigan, rilevò nel 2001 squadra e contratto di locazione; nel 2003 un incendio distrusse la club-house e nel 2004 il club, all'epoca ancora in seconda divisione, era di nuovo in vendita, e il magnate sudafricano Johann Rupert si offrì di acquistarlo per tentare con esso la scalata in Premiership.
Tuttavia l'offerta fu rifiutata, anche in considerazione del fatto che Rupert aveva intenzione di trasferire il club a Londra e rinominarlo in London Tribe.
Il club tornò all'amministrazione dei soci e tifosi, ma nel 2007 il terreno di gioco fu venduto per ricavarne appartamenti: il campo principale e la clubhouse furono ceduti al Wigan Warriors di rugby a XIII, e il club cessò di essere professionistico e tornò al dilettantismo trasferendosi successivamente al John Rigby College.

## Cronistoria
| Cronistoria dell’Orrell R.U.F.C. |
| --- |
| - 1927 · Fondazione dell’Orrell Rugby Football Club - 1927-87 · Attività di contea - 1987-88 · 6º National Division One - 1988-89 · 5º National Division One - 1989-90 · 8º National Division One - 1990-91 · 5º National Division One - 1991-92 · 2º National Division One - 1992-93 · 9º National Division One - 1993-94 · 7º National Division One - 1994-95 · 5º National Division One - 1995-96 · 7º National Division One - 1996-97 · 12º National Division One Retrocessione in Premiership Two 3º girone 3 Challenge Cup - 1997–98 · 5º Premiership Two - 1998–99 · 8º Premiership Two - 1999–2000 · 11º Premiership Two - 2000–01 · 13º National Division One Retrocessione in National Division Two - 2001–02 · 1º National Division Two Promozione in National Division One - 2002–03 · 4º National Division One - 2003–04 · 2º National Division One - 2004–05 · 5º National Division One - 2005–06 · 14º National Division Two Retrocessione in National Division Three North - 2006–07 · 14º National Division Three North Retrocessione in Lancs/Cheshire Division Two - 2007-08 · Lancs/Cheshire Division Two - 2008-09 · Lancs/Cheshire Division Two - 2009-10 · Lancs/Cheshire Division Two - 2010-11 · Lancs/Cheshire Division Two - 2011-12 · Lancs/Cheshire Division Two - 2012-13 · Lancs/Cheshire Division Two - 2013-14 · Lancs/Cheshire Division Two - 2014-15 · Lancs/Cheshire Division Two - 2015-16 · Lancs/Cheshire Division Two - 2016-17 · Lancs/Cheshire Division Two - 2017-18 · Lancs/Cheshire Division Two - 2018-19 · Lancs/Cheshire Division Two - 2019-20 · Lancs/Cheshire Division Two - 2020-21 · Lancs/Cheshire Division Two - 2021-22 · Lancs/Cheshire Division Two - 2022-23 · Lancs/Cheshire Division Two - 2023-24 · Lancs/Cheshire Division Two - 2024-25 · Lancs/Cheshire Division Two |